# Lourenço Ribeiro
Lourenço Ribeiro (fl. 1594/1606) foi um sacerdote e compositor português do Renascimento.

## Biografia

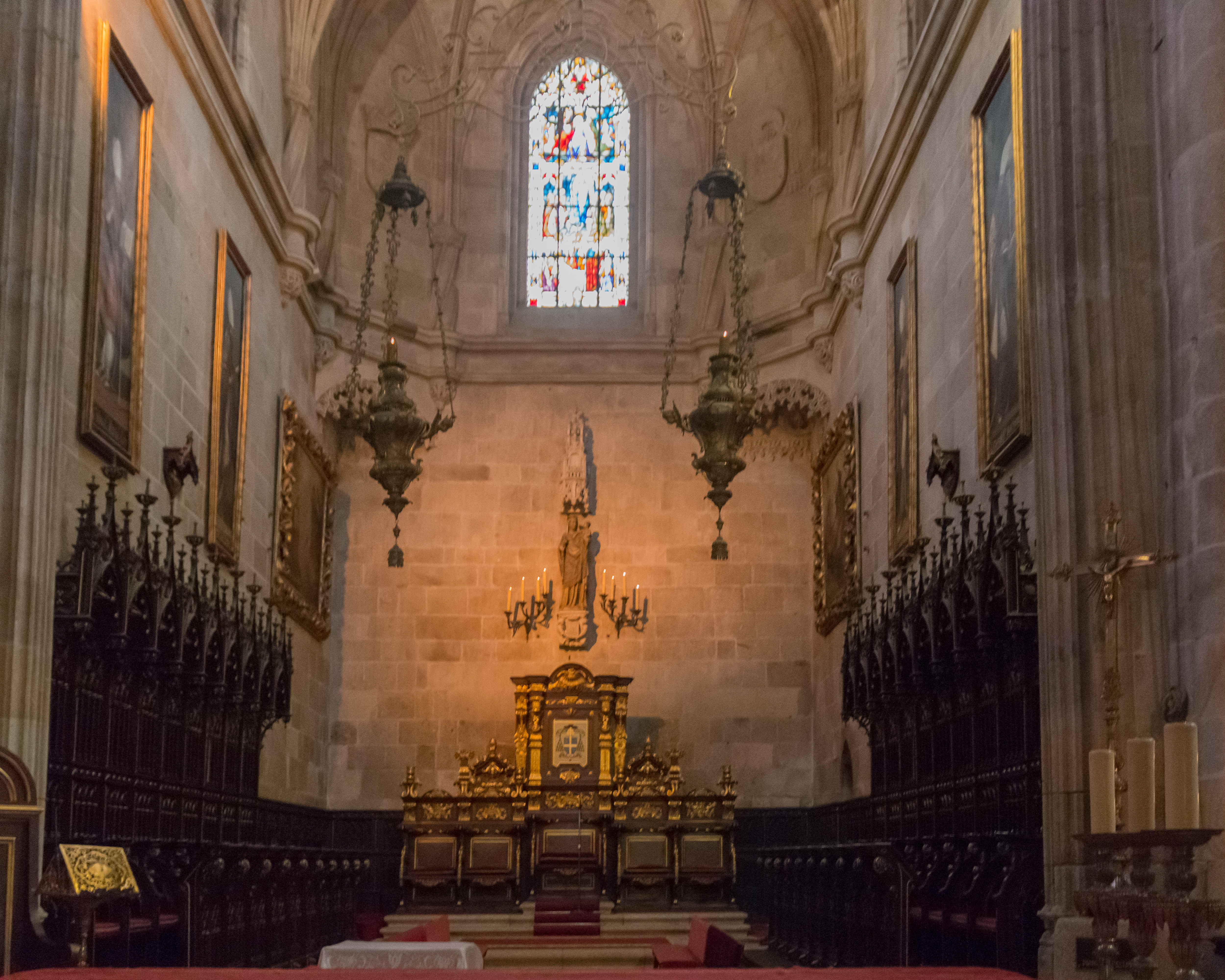
Interior da Sé de Braga

Apesar de Lourenço Ribeiro ter sido um dos mais importantes compositores da escola musical bracarense, quase nada sobreviveu da sua obra e da sua biografia. Foi sacerdote e sucedeu a Pero de Gamboa por volta de 1594 no cargo de mestre de capela da Sé de Braga durante o tempo de arcebispado de D. Agostinho de Jesus. Foi também mestre de canto de órgão e contraponto no Seminário de São Pedro. Ocupou estas funções até cerca de 1606. No seu cargo foi substituído por António Carreira Mourão.

## Obras
Quase a totalidade da sua obra foi perdida. Apenas uma "Missa Pro Defuntis" a 4vv surge a ele atribuída, preservada em forma manuscrita na Biblioteca Pública de Braga.